# Europese kampioenschappen jachtgeweer 1997
De Europese kampioenschappen jachtgeweer 1997 waren door de European Shooting Confederation (ESC) georganiseerde kampioenschappen voor schutters in het kleiduifschieten. De 43e editie van de Europese kampioenschappen vond plaats in het Finse Sipoo.

## Resultaten

### Trap
| Onderdeel   | Goud                                           | Zilver                                      | Brons                                         |
| ----------- | ---------------------------------------------- | ------------------------------------------- | --------------------------------------------- |
| Heren       |                                                |                                             |                                               |
| Individueel | Giovanni Pellielo                              | Daniele Cioni                               | Ian Peel                                      |
| Team        | Giovanni Pellielo Daniele Cioni Rodolfo Vigano | Joao Rebelo Manuel Silva Jose Silva         | Jean Ane Jean-Michel Lucas Tony Navarro       |
| Dames       |                                                |                                             |                                               |
| Individueel | Anne Focan                                     | Susanne Kiermayer                           | Cristina Bocca                                |
| Team        | Susanne Kiermayer Silke Hüsing Petra Knetemann | Cristina Bocca Roberta Pelosi Paola Tattini | Annabelle Allaoua Gisele Renaud Yolande Vidal |

### Dubbele trap
| Onderdeel   | Goud                                                | Zilver                                      | Brons                                              |
| ----------- | --------------------------------------------------- | ------------------------------------------- | -------------------------------------------------- |
| Heren       |                                                     |                                             |                                                    |
| Individueel | Richard Faulds                                      | Raimo Kauppila                              | Daniele Di Spigno                                  |
| Team        | Daniele Di Spigno Claudio Franzoni Stefano Mezzetta | Raimo Kauppila Joonas Olkkonen Kari Riekko  | Sergio Pinero Alfredo Rodriguez Joseba Zubizarreta |
| Dames       |                                                     |                                             |                                                    |
| Individueel | Anne Focan                                          | Pia Julin                                   | Arianna Perilli                                    |
| Team        | Arianna Perilli Nadia Innocenti Giovanna Pasello    | Pia Julin Riita-Mari Murtoniemi Satu Pusila | Irina Laritsjeva Jelena Rabaja Jelena Tkatsch      |

### Skeet
| Onderdeel   | Goud                                         | Zilver                                                   | Brons                                     |
| ----------- | -------------------------------------------- | -------------------------------------------------------- | ----------------------------------------- |
| Heren       |                                              |                                                          |                                           |
| Individueel | Antonakis Andreou                            | Andrew Austin                                            | Ennio Falco                               |
| Team        | Bronislav Bechynsky Leos Hlavacek Petr Malek | Antonakis Andreou Christos Kourtellas Antonis Nicolaides | Ennio Falco Andrea Benelli Sergio Forlano |
| Dames       |                                              |                                                          |                                           |
| Individueel | Zemfira Meftakhetdinova                      | Diana Valk                                               | Susan Bramley                             |
| Team        | Maarit Lepomäki Jaana Pitkanen Kirsi Sukula  | Antonella Parrini Sabrina Nardini Cristina Vitali        | Susan Bramley Kelly Elvin Pinky Le Grelle |

1955 · 1956 · 1957 · 1958 · 1959 · 1960 · 1961 · 1962 · 1963 · 1964 · 1965 · 1966 · 1967 · 1968 · 1969 · 1970 · 1971 · 1972 · 1973 · 1974 · 1975 · 1976 · 1977 · 1978 · 1979 · 1980 · 1981 · 1982 · 1983 · 1984 · 1985 · 1986 · 1987 · 1988 · 1989 · 1990 · 1991 · 1992 · 1993 · 1994 · 1995 · 1996 · 1997 · 1998 · 1999 · 2000 · 2001 · 2002 · 2003 · 2004 · 2005 · 2006 · 2007 · 2008 · 2009 · 2010 · 2011 · 2012 · 2013 · 2014 · 2015 · 2016 · 2017 · 2018 · 2019 · 2020 · 2021 · 2022 · 2023 · 2024 ·